# Troels Smith
Troels Smith (født 1672 i Bragernæs, død 30. juni 1730 i København) var en dansk generalfiskal.
Han var født i Bragernæs og søn af assessor i den norske overhofret, kommercekommissarius Laurits Lauritsen Smith (død 1686) og hans 1. hustru, Anne Mortensdatter Sand. Efter moderens død sendtes han til Aalborg, fra hvis latinskole han dimitteredes 1688, hvorpå han studerede jura, først i København og siden i udlandet, således 1697 i Oxford. 1702 fik han bestalling som prokurator ved Højesteret samt alle over- og underretter i Danmark og Norge, udnævntes 1716 til kancelliråd og generalfiskal og 1729 til justitsråd. Smith, der 1719 havde købt Davrup (Skippinge Herred), døde i København 30. juni 1730.
Hans efterladte enke, Ellen født Kaasbøll (født 1682), datter af præsident Peter Kaasbøll, døde 4. marts 1748 på Bækkeskov hos svigersønnen, justitsråd Bredo von Munthe af Morgenstierne.